# Monoxenus fuliginosus
Monoxenus fuliginosus là một loài bọ cánh cứng trong họ Cerambycidae.